# Internationale lettriste
L'Internationale lettriste (I.L.), est une organisation littéraire et artistique d'avant-garde fondée initialement à Bruxelles puis constituée à Paris en 1952 en tant que réunion de lettristes dissidents, à savoir Guy-Ernest Debord, Gil J Wolman, Serge Berna et Jean-Louis Brau, en rupture avec le lettrisme « isouïen » estimé comme ayant renié la radicalité originelle du lettrisme « historique », désormais qualifié de « droite lettriste » et de « tendance rétrograde » face à la « tendance extrémiste » du mouvement que représente ce nouveau regroupement.
Elle cesse d’exister en 1957 en se fondant dans l’Internationale situationniste dont elle est communément considérée comme en ayant été la matrice après sa fondation en juillet 1957 dans l'arrière-salle d'un bar de Cosio d'Arroscia en Italie dans les Alpes de Ligurie.

## Histoire

### Préhistoire
Nulle organisation n’étant de génération spontanée, la constitution de l’I.L. trouve certains de ses soubassements dans des évènements qui l’ont précédé et dans lesquels elle a su se reconnaître ensuite. Parmi ceux-ci, l’esclandre passé à la postérité sous le nom de Scandale de Notre-Dame lors de la messe solennelle de Pâques 1950 a très naturellement été intégré à sa légende. D’autant qu’y participaient deux de ceux qui seront présents à sa constitution effective en 1952, Serge Berna, son instigateur principal et Jean-Louis Brau, l’un des comparses de la jeune garde lettriste avec ses épigones, venus soutenir l’exécutant, le jeune Michel Mourre déguisé en moine dominicain déclamant en chaire le texte violemment anticlérical et blasphémateur rédigé par Serge Berna  « en vérité, je vous le dis : Dieu est mort ».

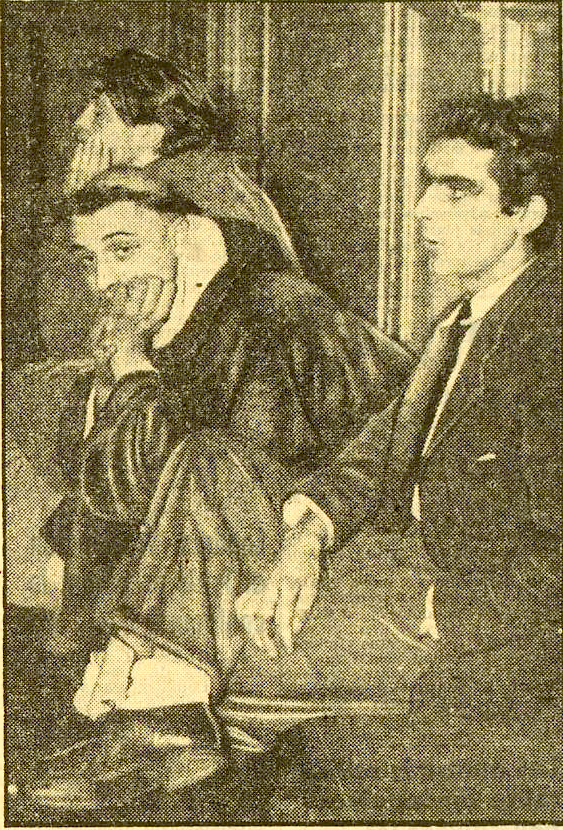
Trois des principaux participants du Scandale appréhendés

Le retentissement médiatique de cette action ainsi que sa haute portée symbolique l’ont donc logiquement inscrite dans cette préhistoire.

### Prémices
Comme souvent, la formulation d’une idée ne s’avère être finalement que la mise en mots d’une réalité déjà éprouvée. C’est ainsi le cas pour la construction du nouveau regroupement en tant que courant distinct du lettrisme originel dont plusieurs manifestations du premier semestre 1952 ont sans doute servies de révélateurs d’une convergence d’idées et de comportements à ceux qui y participaient. Relèvent de ceux-ci, la présentation le 11 février à Paris au ciné-club d’Avant-Garde du musée de l’Homme du film de Gil J Wolman L’Anticoncept qui déclenche une bataille entre les jeunes lettristes et le public. Également marquantes, les irruptions agitées de commandos de lettristes débarqués de Paris pour perturber le Ve Festival international du film de Cannes du 23 avril au 10 mai et faire connaître la sortie de la revue Ion de Marc-Gilbert Guillaumin (Marc'O) entièrement consacré aux films, en cours ou réalisés, du groupe lettriste. Et, dans le même ordre d’idée, le sabotage, à la fin du mois de mai suivant, du Congrès de la Jeune Poésie réunissant au Musée pédagogique de la rue d’Ulm à Paris des néo-réalistes et des sous-surréalistes. Là encore, l’intervention de nombreuses forces de police contre les manifestants lettristes entraine le retrait de nombreux participants et, partant, le succès de l’opération. À n’en pas douter également, les déroulements particulièrement animés des deux premières séances de présentation du film Hurlements en faveur de Sade de Guy Debord les 30 juin au ciné-club d’Avant-Garde (projection interrompue par l’assistance au bout de dix minutes) et en intégralité le 13 octobre au ciné-club du Quartier latin dans la salle des Sociétés savantes, 8, rue Danton, n’ont pu que conforter les quatre lettristes dissidents Debord, Wolman, Brau et Berna dans leur volonté de constituer le groupe qu’ils projetaient.

### Fondation-Constitution
Même si Guy Debord, et Gil J Wolman indiquent avoir fondé « arbitrairement à Bruxelles » un groupe distinct, comme tendance à l’intérieur du mouvement lettriste en juin 1952, lors d’un déplacement pour y préparer la projection du film d'Isidore Isou Traité de bave et d’éternité, la première expression publique attestant de la constitution d’un groupe autonome manifestant la rupture avec le système Isou fut le scandale perpétré le 29 octobre 1952 à l'encontre de Charlie Chaplin, vedette unanimement aimée du public, lors de la conférence de presse organisée pour la sortie de son dernier film, scandale dont Isidore Isou se désolidarisera publiquement. Ce désaveu officiel acheva de marquer la séparation idéologique des lettriste historiques avec la nouvelle génération radicale.
Cette rupture dûment établie, l’existence de cette nouvelle avant-garde est formalisée par l’organisation de la première conférence de l’Internationale lettriste qui se tient à Aubervilliers, ville dont le père de Jean-Louis Brau est maire-adjoint, le 7 décembre 1952 en présence des quatre fondateurs ayant participé à l’action récente contre Charlie Chaplin. Le protocole final de la conférence fut déchiré et introduit dans une bouteille jetée dans le canal Saint-Denis, Jean-Louis Brau la repêchant le lendemain. Ces statuts très radicaux, « pour solde de tout compte », (notamment le point 4 prévoyant l’exclusion ipso facto pour collaboration à des activités isouïennes ou publication sous son nom d’œuvres commerciales), entérinent le point de non-retour vis-à-vis des anciennes pratiques lettristes.
Une fois ce travail d’émancipation achevé, le groupe au départ constitué des seuls quatre fondateurs historiques va se donner plus de consistance. Naturellement, c’est parmi ceux qu’ils fréquentent habituellement que se constitue ce rassemblement informel, c’est-à-dire dans les nombreux cafés de Saint-Germain-des-Prés à Paris et notamment le bistrot Chez Moineau, situé 22, rue du Four où se croisaient ces années là, outre les jeunes lettristes, un ensemble hétéroclite d’artistes plus ou moins connus, peintres, cinéastes, poètes expérimentaux, asociaux divers, ivrognes, toxicomanes, petits délinquants, filles mineures et ratés autoproclamés. On retrouve alors bon nombre de ces habitués parmi les signataires des nombreux textes collectifs du groupe, dont notamment, le Manifeste ouvrant le no 2 d’Internationale Lettriste. Et, comme parmi ceux-ci figurent quelques étrangers en rupture de ban et des nord-africains, dont par exemple Mohamed (Midhou) Dahou, qui adhère dès le début de l’année 1953, le qualificatif d’internationale est d’autant plus justifié pour ce regroupement naissant qui se caractérise par son extrême jeunesse. À l’été de 1953, la moyenne d’âge de la bande des lettristes – internationalistes s’établissait légèrement au-dessous de 21 ans et elle se trouvait en capacité, une fois la rupture avec le lettrisme d’Isou dûment consommée, de pouvoir, tout en prolongeant les théories du Soulèvement de la Jeunesse et de la destruction des arts prônés par Isou, radicaliser ses positions théoriques et pratiques issues du lettrisme en se rapprochant tout à la fois du marxisme révolutionnaire que du dadaïsme berlinois et des pensées nihilistes et anarchistes.
Le groupe officiellement constitué va principalement se manifester par ses publications et des actions d’agitation visant, avec une ironie souvent mordante, le petit monde culturel et intellectuel de l’époque, essentiellement parisien. Les quatre numéros d’Internationale Lettriste à la parution aléatoire et dans des formats fluctuants et hasardeux (décembre 1952 - juin 1954) correspondent à la période d’affermissement du groupe nouvellement constitué dans son rejet des pratiques passées. Potlatch, bulletin d’information du groupe français de l’Internationale Lettriste, simplement ronéoté et à la pagination variable est d’une parution plus régulière, hebdomadaire durant l’été 1954 (no 1 à 9-11), puis plutôt mensuelle jusqu’au no 25 de janvier 1956. Les 3 suivants 26, 27 et 28 s’échelonnent de mai 1956 à mai 1957, le numéro 29 du 5 novembre 1957 s’annonçant quant à lui Bulletin d’information de l’internationale situationniste, seul et unique du genre. À de partir de septembre 1955, ce corpus éditorial s’enrichira d’une collaboration suivie de Debord, Wolman et également Michèle Bernstein et Jacques Fillon à la revue surréaliste belge Les Lèvres nues.
C’est sur cet ensemble de supports, où s’expriment de féroces charges contre les divers modernistes dominants du moment et des informations régulières sur la vie marginale et mouvementée du groupe qui alterne exclusions et apports successifs, que vont apparaitre et se développer, au fil des semaines et des mois, les thèmes qui vont contribuer à l’élaboration et à la pratique des concepts expérimentaux grâce auxquels l’I.L. restera dans l’histoire des avant-gardes du XXe siècle (dérive, psychogéographie, constructions de situations, détournement, urbanisme unitaire…). Dès lors, la nouvelle Internationale Lettriste ainsi constituée et qui, en ordre de bataille, n'a plus de lettriste que le nom, possède alors en germes tous les éléments théoriques de ce qui constituera le socle de l'Internationale situationniste cinq ans plus tard.
En guise de préambule à l'activité future du groupe, début 1953, accompagné d’une quinzaine de ses comparses, Guy Debord  trace sur un mur de l’Institut, rue de Seine à Paris, ce qu’il considérait comme la plus belle de ses œuvres de jeunesse, comme l’affirmation alors du programme minimum de l’I.L. : “Ne travaillez jamais”. À ce moment, le groupe s’identifie simplement à l’ensemble des signataires du Manifeste ouvrant le numéro 2 d’Internationale Lettriste ronéoté sur une unique feuille recto-verso, l’essentiel de ces noms n’y figurant sans doute que pour faire nombre.
En avril 1953, se constitue à Alger autour de Mohamed Dahou, ancien habitué de Chez Moineau, le Groupe Algérien de l’Internationale lettriste, centré sur Orléansville (actuelle Chlef) qui connaît en septembre 1954 un important séisme dont rendra compte le bulletin Potlatch et des conséquences sur la vie des membres dudit groupe. À l’automne 1954, sera signalée la formation d’un éphémère Groupe Suisse (20 octobre – 7 décembre) à la vie brève autant qu’agitée. Entre-temps, le groupe français commence à connaître des remaniements d’importances variables. En avril 1953, Gaëtan M. Langlais alias Double Wagon, est incorporé au groupe. Serge Berna, après avoir fait quelques mois de prison est écarté peu après avec comme motif d'exclusion « élasticité de conscience ». Suivront la même année, les exclusions de ce qui est qualifié de tendance nihiliste (J-M. Mension, P-J Berlé). Jean-Louis Brau n'échappe pas à ce mode de traitement, son engagement dans le corps expéditionnaire d’Indochine fournissant le motif tout trouvé de sa mise à l’écart pour « déviation militariste », en dépit du fait qu'il ait assumé le poste de Directeur-Gérant du numéro 3 d’Internationale Lettriste paru à l’été sous forme d’affichette vendue sur les trottoirs du Quartier Latin.

### Dérives, psychogéographie, construction des situations: constitution du futur socle théorique situationniste
Mais, au délà de ces mouvements de troupes, le véritable fait marquant pour l’histoire de l’I.L. durant cette période 1953-1954, est l’arrivée dans ses rangs d’Ivan Chtcheglov (alias Gilles Ivain) à l’été 1953. Deux amis d’Ivan, Henry de Béarn et Patrick Straram vont s’adjoindre à cette arrivée majeure qui va permettre en quelques mois une évolution marquante de l'I.L., avec le développement des thèmes essentiels que sont notamment la dérive et la psychogéographie. Accessoirement, à cette occasion, le centre de gravité de l’organisation va se déplacer du 6e arrondissement vers la rue de la Montagne Sainte-Geneviève, la troupe quittant son fief de Chez Moineau pour une nouvelle permanence : Le Tonneau d’Or au numéro 32.
À partir du mois d’août 1953, les lettristes présents sur Paris, entament des déambulations, fortement alcoolisées, dans les rues (et les cafés) de quartiers choisis de Paris, qu’ils vont d’abord baptiser puis théoriser après les avoir intensément pratiquées, sous le nom de dérives. La multiplication de celles-ci va donner lieu à la découverte/invention de la psychogéographie que l’Internationale situationniste définira dans le premier numéro de sa revue éponyme en juin 1958 comme l'« étude des effets précis du milieu géographique… sur le comportement affectif des individus ». De ce concept original, naît également celui d’urbanisme unitaire, largement développé par les premiers situationnistes. De ces premières expériences estivales sortent deux textes fondateurs : En septembre par Guy Debord Manifeste pour une construction de situations et en octobre par Gilles Ivain Formulaire pour un urbanisme nouveau. Au même moment, Patrick Straram se trouve interné à l’hôpital psychiatrique de Ville-Evrard pour lui éviter la prison à la suite d'un scandale sur la voie publique, en état d’ivresse. Si les deux textes de Debord et Ivain, ainsi que celui de Patrick Straram évoqué en note précédente, restent confidentiels et à usage interne au groupe, les réponses à deux enquêtes de la revue surréaliste belge de René Magritte La Carte d’après nature publiées en janvier et juin 1954 vont permettre pour la première fois la formulation publique des thèmes pré-situationnistes de construction des situations, dérive, psychogéographie, en cours d’élaboration au sein de l'Internationale lettriste. On les retrouvera sous des formes plus développées dans la série d’articles donnés par Guy Debord entre septembre 1955 et novembre 1956 à la revue belge Les Lèvres nues, dont notamment Introduction à une critique de la géographie urbaine, Position du Continent Contrescarpe et, précédant deux comptes rendus de dérive de décembre 1953 et mars 1956, Théorie de la dérive.
Au printemps 1954, alors que le groupe vient de se séparer de Gaëtan Langlais, les arrivées d’André-Frank Conord, qui assume la rédaction en chef de Potlatch du numéro 1 au numéro 8 et de Jacques Fillon, ancien condisciple de lycée de Guy Debord à Cannes ainsi que le retour de Gil J Wolman, un temps éloigné, viennent certes compenser l'éloignement à l'étranger d’Henry de Béarn, l’ami d’Ivan, pour le Venezuela ou de Patrick Straram vers le Canada, mais, plus gravement, les circonstances de l’exposition Avant la guerre, 66 Métagraphies influentielles, organisée par Gil J Wolman à la galerie du Passage dite du Double Doute, passage Molière, à Paris du 11 juin au 7 juillet 1954, vont offrir à Ivan Chtcheglov/Gilles Ivain dont des œuvres sont exposées, un motif majeur pour se désolidariser de l’affiche conçue par Guy Debord, et le conduire ainsi à rompre avec le groupe quelques jours après. Cette rupture est naturellement suivie, en soutien à leur ami, de celles de Patrick Straram et d’Henry de Béarn. À l’occasion de cette même exposition, Guy Debord renoue avec Michèle Bernstein, une ancienne de Chez Moineau qu’il épouse le 17 août suivant. Les témoins de cette union sont Mohamed Dahou et André-Frank Conord, lequel sera pourtant exclu définitivement le 29 sous l’accusation de « néobouddhisme, évangélisme, spiritisme ». La petite équipe chargée du bulletin Potlatch se trouve donc réduite, moins de deux ans après la création de l’Internationale lettriste, à Mohamed Dahou, rédacteur en chef, Gil J Wolman, Jacques Fillon et son épouse Véra, et Guy Debord et Michèle Bernstein, à l’entame de cette nouvelle période qui va les amener trois ans plus tard à la fondation de l’Internationale situationniste.

### La deuxième I.L.: l'élargissement international
Après ces nombreux soubresauts, l’objectif est, dans l’optique de se consolider, de nouer des contacts avec divers représentants avant-gardistes européens afin de donner une assise véritablement internationale au petit groupe parisien originel. C’est dans ce sens qu’il faut comprendre le rapprochement, dès octobre 1954, avec le groupe surréaliste bruxellois aboutissant aux publications d’articles de Guy Debord, Gil J Wolman, Jacques Fillon et Michèle Bernstein dans les numéros 6 à 9 de la revue Les Lèvres nues de Marcel Mariën. À la même époque, l’équipe rédactionnelle de Potlatch se renforce de l’apport de Léonard Rankine, pseudonyme du militant marxiste liégeois André Frankin. Futur membre Hors section de l’Internationale situationniste il offrira dans les articles qu’il signe un niveau d’analyse politique nouveau qui préfigure ce que deviendra ultérieurement l’organisation situationniste à partir de 1962.
Par contre, une démarche commune avec les surréalistes français envisagée à l’occasion du centenaire de la mort d’Arthur Rimbaud (tract Ça commence bien ! signé des deux groupes) tourne rapidement court (tract Et ça finit mal, faussaires de l’I.L.) suivi d’un troisième tract des surréalistes, Familiers du Grand Truc (Potlatch no 13 du 23 octobre 1954) qui met un point final à ces échanges définitivement rompus pour l'I.L.. Toujours fin 1954, des contacts sont pris avec le plasticien danois Asger Jorn se disant intéressé par les thèmes défendus par  Potlatch qui publie d’ailleurs dans son numéro 15 des extraits du livre Image et Forme sur l’architecture et son avenir. Progressivement affilié au groupe lettriste, il est intégré au comité directeur de l'I.L. à l'issue du Congrès d'Alba début septembre 1956 et participe en décembre à l’enregistrement de la conférence Histoire de l’Internationale lettriste en présence de tous les lettristes. Durant l’année 1955, l’I.L. enregistre également l’adhésion à son programme de l’écrivain écossais Alexander Trocchi, rédacteur en chef démissionnaire de la revue d’avant-garde anglo-américaine Merlin et futur situationniste, ainsi que le passage plus éphémère de l’écrivain espagnol Juan Goytisolo qui cosigne en octobre 1955 sous le pseudonyme de Juan Fernandez, avec le reste du groupe, une lettre d’insulte à la rédaction du quotidien Le Monde. Le dernier apport notable, est celui d’Abdelhafid Khatib, ami de Mohamed Dahou et futur membre de la section algérienne de l’IS, qui signe un article dans le no 27 de Potlatch du 2 novembre 1956 avant de participer à l’enregistrement de la conférence Histoire de l’Internationale lettriste.
Au-delà de ces questions d’effectifs qui ne sont pas l'essentiel, même si, dans le numéro 24 de Potlatch du 24 novembre 1955 une annonce proclame ironiquement « Adhérez en masse à l'Internationale lettriste. On en gardera quelques-uns. », la période 55-56 se signale surtout par la poursuite de productions éditoriales telles celles de Debord et Fillon dans la revue Les Lèvres nues ou l’important article bilan de Debord et Wolman dans le “numéro 22 des vacances” du 9 septembre 1955 de Potlatch, Pourquoi le lettrisme ? À celles-ci, s’ajoutent des interventions de plus en plus marquées dans les milieux culturels avancés visant à installer une notoriété au groupe au-delà des seuls cercles d’avant-garde parisiens. Ainsi faut-il comprendre le courrier adressé (en anglais) en octobre 1955 à la rédaction du Times de Londres pour protester contre le projet de démolition du quartier chinois de la capitale britannique. Et plus encore, en juillet 1956, l’Ordre de boycott lancé contre un Festival de l’Art d’Avant-Garde devant réunir à la Cité Radieuse à Marseille la fine fleur de la modernité d’alors. Dénonçant ce rassemblement artistique d’une avant-garde selon eux déjà dépassée, voire en faillite, G.-E. Debord, Asger Jorn et Gil J Wolman, pour l'Internationale lettriste, appelaient les artistes sollicités à s’en désolidariser ou sinon prendre le risque de voir le nom des participants rendus publics. Dans son compte-rendu publié dans Potlatch no 27, l’I.L. estimera avoir largement contribué à l’échec de la manifestation.

### Vers l'Internationale situationniste
Mais le fait essentiel de l’année 1956, est la participation du groupe au 1er Congrès mondial des artistes libres organisé à Alba en Italie du 2 au 9 septembre par le Laboratoire expérimental du M.I.B.I. (Mouvement international pour un Bauhaus imaginiste) fondé par Asger Jorn en 1953. Cette participation avait été préparée par la multiplication des contacts avec cette organisation et Jorn depuis fin 1954. Réunissant les représentants de fractions avant-gardistes de huit nations, les travaux avaient pour fin de jeter les bases d’une organisation unie. Guy Debord étant retenu à Paris par les autorités militaires, c’est Gil J Wolman qui représentait l’Internationale lettriste. Il y était porteur d’une déclaration programmatique qui y fut lue. La résolution finale, préparée et signée par Debord à Paris, fut adoptée avec quelques modifications par les participants du Congrès d’Alba, pas décisif vers ce qui deviendra un an plus tard l’Internationale situationniste ainsi que le relate le no 27 du 2 novembre 1956 de la revue Potlatch . À la fin de l’année, l’ensemble des membres enregistre au Tonneau d’Or à Paris, un peu comme un testament, une « bande sonore obtenue par un détournement collectif » intitulée Histoire de l’Internationale lettriste.
L’année 1957 s’ouvre par les deux exclusions, le 13 janvier, de Jacques Fillon et Gil J Wolman pour le motif officiel de « mode de vie ridicule ». Il ne sera pas procédé à d’autres mouvements d’effectif jusqu’à la fondation de l’Internationale situationniste les 27-28 juillet à la conférence de Cosio di Arroscia dans les Alpes italiennes de Ligurie qui voit l’unification, approuvée « par 5 voix contre 1, et 2 abstentions », du Mouvement international pour un Bauhaus imaginiste d'Asger Jorn, du Comité psychogéographique de Londres et de l’Internationale lettriste, ouvrant la page d’un autre chapitre de l’histoire des idées contemporaines.

## Concepts, théorie
Conçue comme acte de rupture avec le lettrisme officiel d’Isou et ses principaux lieutenants accusé d’avoir abandonné l’esprit de révolte originel du mouvement et qualifié pour cela de « tendance rétrograde », la nouvelle Internationale Lettriste, se proclamant par opposition « tendance extrémiste », s’est vite lancée dans le monde à la fin de 1952 sans grand appareil programmatique ou théorique autre que la réaffirmation des principes initiaux de mépris ou de refus du monde ancien portés par Isou lorsqu’il arrivait à Paris au lendemain de la guerre à peine achevée. Et de fait, c’est par sa pratique de groupe, pourtant particulièrement informel, et non par des réunions, conférences, conseils…, qu’elle va se forger, au fil du temps un corpus de pensée qui va graduellement faire apparaître des concepts, nouveaux ou réactivés, qui vont constituer le socle théorique de la pensée de l’I.L. pour servir ensuite de base à celle de la future I.S. lors de sa fondation et ses premières années.
D’ailleurs, comme l’observera plus tard Guy Debord, « La formule pour renverser le monde, nous ne l’avons pas cherchée dans les livres, mais en errant. », évoquant ce qu’était la vie des lettristes de cette époque. En vérité, l’essentiel de leur temps était passé autant à boire dans la plupart des nombreux bars et bistrots de Saint-Germain-des-Prés, principalement Chez Moineau, rue du Four, qu’à simplement flâner dans les rues du quartier.
Il y avait cependant un dessein réfléchi derrière ces déambulations. Par celles-ci, les lettristes entendaient expérimenter ce qu’ils appelèrent la « dérive » au cours de laquelle ils divaguaient dans l’environnement urbain comme des nuages dans le ciel, pendant des heures et quelquefois même plusieurs jours d’affilée, ce mode de comportement expérimental pouvant se définir comme une  « technique du passage hâtif à travers des ambiances variées ». Au cours de leurs vagabondages de l’été 53, un Kabyle illettré leur suggéra le terme de “psychogéographie” pour désigner l’ensemble des phénomènes qui les occupaient alors et qu’on peut résumer comme l’étude des effets précis du milieu géographique et de ses forces influentielles sur le comportement affectif des individus permettant de concourir à une transformation de la ville. La dérive pouvait déboucher ainsi sur l'établissement de cartes figurant ces forces afin d'être ensuite utilisées comme support d’un urbanisme unitaire à élaborer et développer ultérieurement par la future Internationale Situationniste. Parmi les textes les plus importants sur ces sujets, figurent notamment la “Théorie de la dérive” publiée par Debord dans le no 9 de la revue surréaliste bruxelloise «Les Lèvres nues » en novembre 1956 et le “Formulaire pour un urbanisme nouveau” d’Ivan Chtcheglov (Gilles Ivain), rédigé en octobre 1953 mais dont une version établie par Debord ne sera publiée qu’en juin 1958 dans le premier numéro de la revue Internationale situationniste. Dans ce texte, Chtcheglov plaide pour une ville nouvelle où, comme il l’écrit, « chacun habitera sa « cathédrale » personnelle. Il y aura des pièces qui feront rêver mieux que des drogues et des maisons où l’on ne pourra qu’aimer ». Après avoir proclamé « il faut construire l’hacienda », il indique que l’activité principale des habitants de la ville qu’il appelle de ses vœux sera la Dérive continue. Au même moment, Guy Debord rédige un « Manifeste pour une construction de situations », dans lequel, tout en faisant le point sur les avancées apportées à la pensée de l’avant-garde par l’I.L. depuis sa création, il renvoie aux principaux apports du texte de Gilles Ivain. Dans un texte ultérieur publié dans le no 6 de la revue « Les Lèvres nues » en septembre 1955, « Introduction à une critique de la géographie urbaine » consacré à la psychogéographie, il illustre la notion de cartes psychogéographiques futures par l’exemple d’un ami ayant récemment parcouru la région du Hartz en Allemagne en suivant aveuglement les indications d’un plan de la ville de Londres, méthode favorite chez les psychogéographes. Le groupe lettriste présente par ailleurs un large ensemble de propositions : Abolition des musées avec répartition des œuvres d’art dans les bars, ouvrir le métro la nuit ainsi que les squares en les éclairant faiblement par intermittence, ouverture des toits de Paris à la promenade au moyen d’échelles de secours et de passerelles, libre accès illimité de tous aux prisons, etc, etc.
Une autre notion importante développée par l’I.L. fut le «  détournement », technique s’inspirant du plagiat consistant à réutiliser des matériaux esthétiques préexistants (littéraires, artistiques, cinématographiques…) pour parvenir à une construction du milieu radicalement nouvelle et supérieure. Le texte qui en formule les contours et les enjeux, Mode d’emploi du détournement, signé Debord et Wolman, paraît dans le numéro 8 des Lèvres nues de mai 1956. Ils y soutiennent, se référant notamment au précédent illustre d’Isidore Ducasse, comte de Lautréamont, qu' « À vrai dire, il faut en finir avec toute notion de propriété personnelle en cette matière. Le surgissement d'autres nécessités rend caduques les réalisations géniales précédentes. Elles deviennent des obstacles, de redoutables habitudes. La question n'est pas de savoir si nous sommes ou non portés à les aimer. Nous devons passer outre  ». Ces techniques seront par la suite amplement utilisées par les situationnistes.
Par ailleurs, les concepts situationnistes aussi représentatifs que la Construction de Situations et le Dépassement de l’Art  ont été également abordés, sinon complètement définis et théorisés, du temps de l’I.L.

## Principaux membres
S’agissant d’un groupe particulièrement informel tenant plus de la bande de comparses que de l’association de militants adhérents à une cause commune, la notion d’appartenance est difficile à cerner dans le cas de l’I.L. au long de sa courte mais néanmoins animée existence où les recrutements rapides succèdent aux exclusions soudaines. Ici, la communauté de vie apparaît tout aussi importante que l’adhésion à un programme par ailleurs peu défini et en constante évolution. Indépendamment des principaux animateurs et membres fondateurs, l’agrégation de noms en vue de dresser une telle liste est nécessairement aléatoire en l’absence de critères d’adhésion incontestables. La présence d’un nom au bas d’un des quelques textes, articles, tracts ou manifestes signés collectivement ou individuellement paraît être un référent utile, même si le mode de sélection de ces participations peut s’avérer relativement hasardeux. Quant au nombre de ces participants ainsi définis, on pourrait reprendre sans trop se tromper la réponse faite par l’I.S. dans le numéro 9 de sa revue en août 1964 (p. 27) : « Un peu plus que le noyau initial de guérilla dans la Sierra Maestra, mais avec moins d’armes. Un peu moins que les délégués qui étaient à Londres en 1864, pour fonder l’Association internationale des travailleurs, mais avec un programme plus cohérent ». En tout état de cause, la question du nombre de participants plutôt que leurs qualités n’a jamais été prépondérante, en dépit du slogan ironique affiché dans le numéro 24 de novembre 1955 de Potlatch appelant à une adhésion en masse à l’I.L. dont seront gardés quelques-uns.

### 1952
- Guy-Ernest Debord. Fonde l'I.L. comme tendance à Bruxelles en juin, est de l'attaque contre Chaplin fin octobre et participe à la Conférence d'Aubervilliers le 7 décembre.
- Gil J Wolman. Est avec Debord à Bruxelles, au Ritz contre Chaplin et parmi les quatre signataires du document final d'Aubervilliers[n. 40].
- Jean-Louis Brau (dit Bull Dog ou Bull D.). Très actif à la manifestation contre Chaplin[n. 41], il récupère le lendemain de la Conférence fondatrice d'Aubervilliers la bouteille contenant le document final déchiré qui avait été  jetée dans le canal Saint-Denis. Exclu pour s'être engagé dans la Légion étrangère.
- Serge Berna. Présent à la manifestation contre Chaplin et à Aubervilliers, il sera incarcéré peu de temps après au fort de Cormeilles-en-Parisis et en ressortira en mai pour devenir le premier exclu de l'I.L. pour avoir fait publier des inédits d'Antonin Artaud.
- Jean-Michel Mension. Fait la connaissance de Guy Debord le jour de ses 18 ans le 24 septembre 1952 et se revendique premier adhérant de l'I.L[n. 42]. N'a pu être présent à la Conférence d'Aubervilliers pour cause d'ébriété profonde[26], mais signe l'article Grève générale dans le no 2 d'Internationale Lettriste et bien sûr le Manifeste qui en fait l'ouverture. Il épouse Éliane Pápaï le 12 décembre 1953 pour lui éviter le retour en maison de correction[27] et est exclu peu de temps après[28].

### 1953
- Mohamed Dahou, mentionné parfois sous son surnom de  Midhou ou Hadj Mohamed Dahou (en), dont l'adhésion est signalée dès début le début 1953[4], même s’il est considéré par certains biographes comme un personnage secondaire, est le seul, avec Debord, à avoir été membre de l’I.L. jusqu’à la fin puis de l’I.S à ses débuts [n. 43], en faisant ainsi une figure incontournable de cette histoire[n. 44]. Né le 8 novembre 1926 à Orléansville[n. 45] d'un père imam ayant à ce titre effectué le pèlerinage à la Mekke[n. 46], Mohamed Dahou après avoir été scolarisé dans une école réservée à une minorité de garçons indigènes (école gourbi)  sans obtention toutefois de certificat d'études, passe son adolescence dans l'Algérie de la période de guerre à employer sa vitalité dans la pratique de divers sports tels que la boxe ou le football[n. 47]. La guerre finie, comme tant d'autres, il tente l'aventure de la migration en rejoignant des parents installés en région parisienne. Il y alterne les petits boulots avant de réussir à être embauché comme ouvrier dans l'automobile. Cependant, épris d'une vie plus passionnante , il profite de ses loisirs pour se mêler à la vie nocturne de Saint-Germain-des-Prés et notamment ses cafés dont Chez Moineau dont il agrémentera les soirées de cet établissement avec sa guitare en compagnie d'un de ses cousins[29]. Il fait alors connaissance de Guy Debord arrivé à Paris à l'automne 1951 en provenance de Cannes et devient l’un de ses tout proches amis durant toute la période de l’Internationale Lettriste, qualifié par certains biographes de "garde du corps" voire  d’“homme de main”[n. 48]. Il sera d'ailleurs son témoin à son mariage avec Michèle Bernstein le 17 août 1954[30]. Il participe ensuite pleinement à la vie du groupe avant-gardiste fondé "arbitrairement à Bruxelles" par Guy Debord en juin 1952 avec Gil J Wolman : signataire du Manifeste qui ouvre le n° 2 d'Internationale Lettriste et de celui du Groupe Algérien de l'I.L. dans le n° 3[31], signataire de la proclamation collective : « La Guerre de la Liberté doit être faite avec Colère » qui constitue l'unique contenu de ce qui sera le dernier numéro d’Internationale Lettriste dont il est alors rédacteur en chef[n. 49], rédacteur en chef de Potlatch du n° 9 au n° 18 et du n° 20 au n° 22. Son  nom apparaît à de multiples reprises sous divers textes collectifs ou personnels parus notamment dans le bulletin Potlatch[n. 50] desquels il faut principalement distinguer ses Notes pour un appel à l'Orient rédigées et publiées quelques mois avant le déclenchement de la guerre d'Algérie. Se présentant comme une ébauche d'un manifeste futur pour un éveil des consciences arabes, leur acuité politique se révèle non démentie après des décennies passées et la décolonisation accomplie. Comme plasticien, il participera à quelques manifestations du groupe en y présentant des Métagraphies ou des photos. Bien qu’ayant été intégré à l’équipe de l’I.S. à sa formation, il rentre en Algérie avec son épouse Marcelle pour s’occuper de sa famille au décès de son père fin 1957. Chassé du pays vingt ans plus tard avec femme et enfants, il termine ses jours à Nice où il décède le 7 novembre 2010, la veille de ses 84 ans.

- Sarah Abouaf. Cosignataire du manifeste de l’I.L. de février 1953, elle fait sans doute partie des 2 filles mineures recherchées par la police évoquées par Guy Debord dans sa lettre à Hervé Falcou du 24 février[32]. En effet, elle semble s’être enfuie du foyer de jeunes filles juives dont les parents étaient morts en déportation où elle se trouvait placée avec sa sœur cadette Sylvie, pour rejoindre la bande des “Moineau”. Elle sera un temps la petite amie de Jean-Michel Mension selon son témoignage[33]. Lorsqu’elle passera en jugement avant d’être placée en maison de correction, sa jeune sœur viendra prendra sa suite au sein du groupe.

- Pierre-Joël Berlé[n. 51]. Cosignataire du manifeste de l’I.L. de février 1953, c’est le second, avec Serge Berna, des signataires en prison à ce moment-là. Né en 1934 à Paris[34], c'est dans la région de La Ciotat où son père est directeur des chantiers navals qu'il passe son enfance. Ses parents étant séparés, il commence très tôt à mener une existence délinquante et marginale. Il devient un grand ami de Jean-Michel Mension qu'il a rencontré lors d’un séjour estival de ce dernier sur la Côte d’Azur, puis monte en 1949, à 15 ans, à Paris où il rejoint la faune du Saint-Germain-des-Prés lettriste. Sa pratique intensive des vols en tous genres pour boire et manger l'amène à de fréquents séjours en détention. En avril 1953, il est arrêté pour vol de plomb à la sortie des catacombes de Paris rue Notre-Dame-des-Champs (cf. le tract Touchez pas aux lettristes[35] signé de tous les garçons déjà signataires du manifeste de l’I.L. sauf lui-même et Berna, emprisonnés, plus Gaëtan M. Langlais, fraichement intégré au groupe). En septembre 1953, il fait partie de la série d’exclusions visant à éliminer notamment les éléments à tendances crapuleuses[36]. Ayant un temps pour compagne Eliane Dérumez (“la grande Eliane”), grande consommatrice d’éther avec notamment J.-M. Mension, il aura également, entre autres, une brève idylle avec Michèle Bernstein et une autre plus sérieuse avec Françoise Brau jusqu'à ce qu'il soit amené à s’engager dans la Légion étrangère pour fuir la justice à la suite d'une rixe ayant mal tourné. Il partira alors combattre en Algérie où il sera sérieusement blessé et quittera la Légion en 1964. On le retrouvera plus tard mercenaire au Katanga[37]. Il termine sa vie dans la région lyonnaise où il meurt en 2019.

- René Leibé. Cosignataire du manifeste de l’I.L. de février 1953 et ami de Toutoune la sœur de Gaëtan Langlais. Présentait la particularité d’avoir des ongles de 10 cm de long peu propices à l’exercice de quelque travail que ce soit[38]. Cosignataire du tract Touchez pas aux lettristes[35] d'avril 1953 signé de tous les garçons déjà signataires du manifeste sauf ceux emprisonnés, plus Gaëtan M. Langlais, récemment intégré au groupe.

- Linda Fryde[n. 52]. Cosignataire sous son seul prénom du manifeste de l’I.L. de février 1953. Copine d’Éliane Pápaï, elle est en attente d’un jugement selon une lettre de Gil J Wolman à J.-L Brau du printemps (ou juillet) 1953[39]. Selon Jean-Michel Mension[40] et Christophe Bourseiller[41], elle aurait participé aux premières dérives pratiquées en stop à l’occasion des grèves de transports en commun à Paris pendant l’été 1953. Une lettre de Debord à Gil J Wolman du début 1954 mentionne qu'elle est en Corse, s'apprêtant à passer en Afrique du Nord[42].
- Françoise Lejare. Cosignataire du manifeste de l’I.L. de février 1953 alors qu'au moment de la sortie du numéro 2 d’Internationale lettriste qui s'ouvre sur lui, elle se trouve en Algérie avec son mari Jean-Louis Brau et Gil J Wolman[43].

- Éliane Pápaï. Cosignataire du manifeste de l’I.L. de février 1953. Née le 12 juillet 1935 à Paris 12e[44], elle fait partie avec Sarah Abouaf des deux filles mineures recherchées par la police évoquées par Guy Debord dans sa lettre à Hervé Falcou du 24 février 1953 sur les signataires du manifeste de l’I.L[32]. Fille d’un émigré hongrois et d’une mère morte en 1949 d’un cancer de l'utérus et ne supportant pas la vie avec son père remarié avec une Roumaine, elle s’enfuit de chez elle[45]. Rattrapée par la police, elle est placée en maison de correction à Chevilly-Larue dont elle s’échappe. Reprise, elle est placée dans un foyer du Bon-Pasteur à Auteuil pour y suivre des cours de secrétariat qu’elle fréquente irrégulièrement. Elle commence à fréquenter encore mineure les bars de Saint-Germain-des-Prés et particulièrement Chez Moineau où elle retrouve certains des jeunes lettristes qui ont précisément attaqué au début des années 1950 l’orphelinat catholique d’Auteuil. Le photographe hollandais Ed Van der Elsken en fera une des égéries sauvages de l’album évoquant cette période qu’il publiera en 1956[46]. Encore mineure, elle connaît une brève idylle avec Guy Debord qui conservera d’elle l’image de l’incarnation la plus pure et la plus poétique de la révolte contre tous les ordres établis, véritable symbole de cette période vers laquelle il reviendra à plusieurs reprises, notamment dans son album Mémoires publié en 1958, dans son film In girum imus nocte et consumimur igni en 1978 et dans Panégyrique, tome second, publié en 1997. Après sa rupture avec Guy Debord, Jean-Michel Mension s’éprend d’elle ainsi qu’Ivan Chtcheglov qui a passé l’été à vendre en sa compagnie le no 3 d’Internationale Lettriste aux terrasses des cafés de Saint-Germain-des-Prés. Dans une lettre qu’il adresse à ce dernier en novembre, Guy Debord lui donne son aval pour « détourner toute compagne de Mension qu’il (lui) plaira », mais finalement c’est Jean-Michel Mension qui l’épouse le 12 décembre 1953 à la mairie du XIXe alors qu’elle vient d’avoir 18 ans pour lui éviter un nouveau séjour en maison de correction à la suite d'une nouvelle évasion de l’institution où elle était placée. Elle deviendra plus tard, l’épouse de Jean-Louis Brau. De mœurs très libres pour l’époque et son jeune âge, le surnom de Gigolette (ou plus affectueusement Paille)[47] lui est quelquefois attribué par Guy Debord ou Gilles Ivain. Elle publiera à l’automne 68 sous le nom d’Éliane Brau, un ouvrage, Le Situationnisme ou la nouvelle internationale aux Nouvelles Éditions Debresse dont il sera donné un compte-rendu critique dans le dernier numéro d’Internationale Situationniste, septembre 1969, page 103. Elle y propose une lecture revisitée et distanciée de la période de l’I.L. Elle décède le 27 décembre 1992 à Paris 12e.

- Groupe Algérien. Sa création est attestée en avril 1953 par la publication de son Manifeste signé à Alger par Hadj Mohamed Dahou, Cheik Ben Dhine, Ait Djafer[48]. On possède peu d’information sur ses activités, étant rappelé qu’à l’époque les troubles de ce qui deviendra la guerre d’Algérie ont déjà débuté rendant toute manifestation dans cette région hautement problématique. Le projet de tract Faire-part du 10 mars 1954[49] nous apprend que Mohamed Dahou envoyé sur place pour dissoudre ce Groupe algérien est finalement rentré après l’avoir réorganisé. Une brève dans le numéro 1 de Potlatch  (nouvelle affectation), juin 1954, indique que le groupe est centré sur Orléansville (actuelle Chlef) « la ville la plus lettriste du monde » selon Potlatch no 12, tandis que le no 8 du 10 août 954, informe d’un projet d’affiche du groupe pour les murs d’Algérie : « Allez passer vos vacances au Maroc ». Le 9 septembre 1954 la ville d’Orléansville est victime d’un puissant séisme faisant des milliers de victimes ; le no 12 de Potlatch  (28 septembre 1954) qui en rend compte craint des pertes lourdes parmi les membres locaux de l’I.L., mais le suivant (23 octobre) se montre cependant rassurant sur ce bilan et le maintien des possibilités d’agitations sur place. Même si Mohamed Dahou reste ensuite très présent au sein du groupe français, dans le bulletin Potlatch dont il est rédacteur en chef du no 9 au no 18 et du no 20 au 22, puis dans les débuts de l’I.S., le Groupe algérien ne fait plus parler de lui après 1954.

- Gaëtan M. Langlais. Marcel Henri Langlais (dit Gaëtan M., 1935-1982). Très tôt intégré au groupe lettriste au printemps 53 (ainsi que son jeune frère Pierre qui se suicidera de manière inexpliquée), il n’apparaît pas dans le manifeste de février 53, mais est des signataires du tract Touchez pas aux lettristes (avril 1953) diffusé après l’arrestation, pour vol de plomb la nuit dans les catacombes, de Pierre-Joël Berlé. Auteur de Jolie Cousette, texte par détournement (1952-1953) présenté dans le numéro 3 d'Internationale Lettriste (août 1953) où il retranscrit le slogan qu’il laisse partout sur son passage sous forme de graffiti :« Les Chinoises pour Gaëtan ». Dans ce même numéro, il est mentionné encore comme l’assistant d'un projet de film avec Guy-Ernest Debord, La Belle Jeunesse ; il fait partie également, avec Bull D. (Jean-Louis) Brau, Guy-Ernest Debord et Gil J Wolman, des signataires de l'« Acte additionnel à la constitution d'une Internationale Lettriste » (« Les rapports humains doivent avoir la passion pour fondement, sinon la terreur ») et du texte « Il faut recommencer la guerre en Espagne ». Au titre de ses activités de groupe, l’une des dérives qu’il effectue à la fin de l’année 1953 en compagnie de Debord et Chtcheglov fera l’objet d’un compte-rendu détaillé publié dans le no 9 de la revue belge Les Lèvres nues (pages 10 à 12). Rare lettriste à avoir un emploi, il exerçait son activité dans une entreprise d’import-export d’où son surnom de Double Wagon. Présenté comme démissionnaire de l’Internationale Lettriste en février ou mars 1954, un projet de tract du Comité directeur de l’I.L[49] le cite cependant comme le dernier des éliminés pour déviations doctrinales ou médiocrité personnelle, Potlatch numéro 2 du 29 juin 1954 précisant sous la signature de  Gil J Wolman, « exclu » pour « sottise ». Il restera cependant en rapport avec Ivan Chtcheglov, malgré le jugement défavorable que porte Guy Debord sur cette relation[50]. Il collabore ensuite régulièrement, en y apportant des dessins et poèmes, à Front noir (1963-1967), revue opposée aux théories situationnistes sans toutefois s’y référer explicitement, dirigée par Louis Janover dont sa sœur Monique est compagne et future épouse. Il avait pour frère cadet Roger Langlais (1941-2018) essayiste et peintre français, cofondateur de la revue L’Assommoir (1978-1895) et directeur de la collection Table rase aux éditions Plasma qui rééditeront en 1978 la revue bruxelloise Les lèvres nues avec de nombreux textes de Debord de l’époque lettriste, mais sans la préface souhaitée par Marcel Mariën.

- Gilles Ivain (Ivan Chtcheglov). Bien que n'ayant été présent au sein du groupe que tout juste une année (juin 53 - juin 54) son apport y aura été fondamental. Guy Debord lui rend ainsi un vibrant hommage dans son film de 1978 In girum imus nocte...: « (...) personne d'autre ne le valait cette année là (...) On eût dit qu'en regardant seulement la ville et la vie, il les changeait. Il découvrit en un an des sujets de revendications pour un siècle ; les profondeurs et les mystères de l'espace urbain furent sa conquête »[51].

- Patrick Straram. Ancien habitué des caves et cafés de Saint-Germain-des-Prés dès 1950, il ne rejoint toutefois le groupe de l'I.L. qu'en septembre 1953 après que son ami Ivan Chtcheglov s'y soit intégré en juin 1953. Mais, peu de temps après, à la suite d'un esclandre sur la voie publique il sera mis en détention deux mois à l'automne à l'asile d'aliénés de Ville-Évrard. Á cette occasion, il rédige un court texte Post-scriptum harmonical, qui paraîtra en décembre dans Le Tremplin, revue réalisée par les malades du Centre de traitement et de réadaptation sociale de Neuilly-sur-Marne, et que Debord estimera[52] avoir été la première déclaration « situationniste »  imprimée[53]. Une fois relâché grâce à l'intervention de ses amis, il ne reste à Paris que quelques semaines avant de repartir vers le Canada en avril 1954 fuyant la conscription militaire. Entretemps, il avait essayé de soumettre à quelques éditeurs son roman, maintes fois remanié, Les bouteilles se couchent où il évoque, dans un style mouvementé et cru, l'atmosphère des bistrots fréquentés par les lettristes dont on reconnaît le portrait de certains au détour de quelques pages. Ce court roman, longtemps considéré comme perdu a fait l'objet en 2006 aux éditions Allia d'une heureuse édition, car il constitue un témoignage unique sur cette période et ce milieu des avant-gardes marginales.

- Henry de Béarn. Bien que n’ayant sans doute jamais rencontré Guy Debord, et en toute hypothèse absent de France durant toute la période 53-54 de développement de la première I.L., il s’est trouvé enrôlé à distance dans celle-ci du seul fait de ses liens d’amitié avec Ivan Chtcheglov, comme figure légendaire, ainsi que le sera Ivan dans l’Internationale situationniste quelques années plus tard. Henri Jean de Galard de Béarn, né le 28 juin 1931 à Argelès-Gazost (Hautes-Pryrénées) et bachelier à 16 ans, arrive à Paris en 1948 pour des études de lettres (licence en 2 ans). Épris de voyages et d'horizons nouveaux, en 1949 il effectue avec deux amis un voyage de plus de six mois (janvier-juillet) en Allemagne, Suisse, Algérie et Tunisie. Il rencontre fin 49 - début 50 au café Le Dupont-Latin Ivan Chtcheglov  dont il devient très proche et vit alors hébergé chez les Chtchegloff[54], 12 rue de Civry à Paris XVIe. Grand admirateur de Serge Berna, Henry participe au Grand Meeting des Ratés du 16 mars 1950 où se prépare sans doute le Scandale de Notre-Dame du dimanche de Pâques suivant le 9 avril. Il fait d'ailleurs partie des quelques lettristes venus soutenir leurs compagnons Michel Mourre, Serge Berna, Ghislain Desnoyers de Marbaix et Jean Rullier[55]. Très impressionné par ce fait d'arme, quarante jours plus tard, le 19 mai 1950, Henri de Galard de Béarn, (19 ans) selon les journaux qui le relatent, est arrêté alors qu'il s'apprêtait à se procurer 25 kilos d'explosifs pour faire sauter la Tour Eiffel. Il déclare à la police que c'était “pour faire mieux que Michel Mourre”[56]. À l’été 50, lui et Ivan voyagent en France et en Europe ; le 15 juin, ils sont à Bruxelles où Henry donne une conférence « Vers un nomadisme nouveau » ; en août, ils sont à Carcassonne. Le 5 octobre, ils écrivent à Blaise Cendrars une lettre d'admiration. Début 1951, les deux amis sont en Espagne. Henry rentre seul à Paris en février, mais dès fin juillet, il séjourne en Israël d’où il rentre via la Grèce et la Yougoslavie. D’un voyage effectué cette même année au Canada, il a rapporté un roman de 700 pages qu’il soumet au romancier Georges Arnaud qui lui donnera son avis sincère le 13 novembre. Bien que sa nouvelle petite amie Marguerite « Guitou » Harispe, sœur ainée de Kaki, comme elle de la bande de Chez Moineau, attende un enfant de lui qui va naître le 7 novembre, il s’embarque pour un séjour à Montréal, d’octobre à décembre 1951. En janvier suivant, il est aux Bermudes, puis à Cuba de février à juin et arrive à Caracas (Venezuela) à l’ambassade de France en juillet 1952 pour plus de 2 ans. Dans le projet de tract Faire-part[49] du 10 mars 1954, où le « Comité directeur de l’I.L. » fait le point sur les projets du groupe et la situation de ses effectifs après les exclusions des derniers mois, il est laissé entendre qu’Henry dirige un groupe vénézuélien et s’apprêterait à quitter son poste d’attaché d’ambassade pour nouer des contacts dans d’autres pays voisins. Il est ensuite mentionné signataire de la déclaration du no 4 d'Internationale Lettriste en juin 1954 avant de démissionner de l'I.L. en solidarité avec la démission/exclusion de son ami Ivan Chtcheglov. Quelques semaines plus tard, fin septembre 1954, il rentre à Paris et épouse le 9 avril 1955 la mère de son fils Gilles Henri. Au début des années 60, il dirige à Buenos-Aires le bureau d’Air France, compagnie dans laquelle il exercera ensuite des responsabilités. Selon Vincent Kaufmann[57], il deviendra un notable du mouvement gaulliste avant de décéder à Agen le 13 janvier 1995.

### 1954
- André-Franck Conord. André Conord dit André-Frank, né 11 novembre 1929 à Viroflay et décédé le 3 novembre 2008 à Saint-Jean-de-Verges (Ariège), faisait partie des habitués de Chez Moineau[n. 53]. Comme proche d’Ivan Chtcheglov et Henry de Béarn, il est intégré au groupe au printemps 54[n. 54]. Dans ce cadre, il est mentionné comme participant à l’exposition Avant la Guerre – 66 métagraphies influentielles organisée à la galerie du Double Doute, passage Molière à Paris du 11 juin au 7 juillet 1954 et se trouve cosignataire pour l’I.L. de la déclaration du no 4 d’Internationale lettriste (juin 1954) ainsi que de tous les articles collectifs parus dans les 8 premiers numéros de Potlatch (28 juin-10 août 1954) dont il assure la rédaction en chef. À titre personnel, on lui doit les articles Un nouveau mythe (no 1), Construction de taudis (no 3) et Délimitation du mythe (no 6). Le 17 août, il est un des deux témoins avec Mohamed Dahou du mariage de Guy Debord avec Michèle Bernstein. Mais il est néanmoins exclu le 29 août suivant à la suite d'une rencontre avec Isou qui occasionne sa démission immédiate, transformée[58]  en exclusion pour  “ néoboudhisme [sic], évangélisme, spiritisme ” . Il publie dans le no 12 de Potlatch une “autocritique” qui servira de motif aux membres du groupe surréaliste parisien pour se retirer d’un projet d’action commune envisagé à l’occasion du centenaire d’Arthur Rimbaud, le caractère humoristique de ce texte leur ayant, semble-t-il, échappé. Dans une lettre à Asger Jorn rédigée peu après, il lui indique vouloir arrêter l’écriture et se lancer dans l’architecture (sans avoir toutefois de notion technique).

- Jacques Fillon. Jacques Guy Fillon, né à Nice le 10 mars 1933 où il décède le 5 novembre 2011, est un ancien proche condisciple au lycée Carnot de Cannes de Guy Debord qu'il fréquente jusqu'à l'automne 1951 où ils réalisent de premiers essais de “Métagraphie libérée”[59]. S'étant perdus de vue pendant près de trois ans, ils renouent au printemps 54[60]  et Fillon intègre alors le groupe à la faveur des départs de fin 53-début 54 (Berna, Mension, Brau, Berlé, Langlais, Straram). Première signature attestée, la réponse du 5 mai 1954 pour l’I.L. à l‘enquête de la revue La Carte d’après nature[61]. À partir de là, il est couramment associé aux manifestations et expressions collectives du groupe lettriste, notamment la déclaration du no 4 d’Internationale Lettriste (juin 1954), l’exposition Avant la Guerre – 66 métagraphies influentielles organisée à la galerie du Double Doute, passage Molière à Paris du 11 juin au 7 juillet 1954, les nombreux articles collectifs dans chaque numéro (sauf le 16) du bulletin Potlatch  dont il sera même rédacteur en chef des numéros 23 et 24 (octobre et novembre 1955), ainsi que la polémique de l’automne 54 avec le groupe surréaliste. Il sera également signataire de trois articles personnels dans les numéros 15, 17 et 21 de Potlatch et d’une Description raisonnée de Paris dans le no 7 de la revue bruxelloise Les Lèvres nues (décembre 1955). Comme Mohamed Dahou, il seconde Guy Debord pour l’organisation d’expositions auxquelles participe l’I.L. et dans les contacts noués avec Jorn et Frankin. En avril 1955, sur la route de Cannes[62], il participe avec son  épouse Véra et Guy Debord à l’exploration psychogéographiue du Palais idéal du facteur Cheval à Hauterives (Drôme) et à l’automne (Potlatch 23), les couples Fillon et Debord/Bernstein accompagnés de l’écrivain espagnol Juan Goytisolo participent à une visite du Désert de Retz  à Croissy-sur-Seine, lieu d’errance des surréalistes naguère. Du 10 au 15 décembre 1956, il participe à l’exposition « Manifester en faveur de l’urbanisme unitaire » à Turin en compagnie des futurs situationnistes italiens. En dépit de cette proximité, il n’en est pas moins exclu le 13 janvier 1957 en même temps que Wolman[63] pour « mode de vie ridicule » (les deux exclus venant d’être pères de famille[64], Fillon étant gratifié du commentaire complémentaire sur son rôle dans l’I.L. : « n’avait rien fait ».

- Michèle Bernstein. Bien qu’ancienne habituée de Chez Moineau ayant notamment assisté à la projection mouvementée du premier film de Guy Debord ’Hurlements en faveur de Sade le 13 octobre 1952, elle reprend contact avec lui à l’occasion de l’exposition  Avant la Guerre – 66 métagraphies influentielles organisée à la galerie du Double Doute, passage Molière à Paris du 11 juin au 7 juillet 1954 et n’intègre le groupe lettriste qu’en juillet 1954 à partir du no 3 de Potlatch où elle signe au début Michèle-Ivich Bernstein.

- Véra (Fillon). Jeune fille d’origine russe côtoyant à Cannes Guy Debord et Jacques Fillon qu’elle épousera plus tard[65], elle intègre le groupe (seule fille alors avec Michèle Ivich Bernstein) à la fondation de Potlatch dans les bulletins duquel son nom apparaît de multiples fois, uniquement comme cosignataire, du no 6 au no 22 (octobre 1955), à l'exception d'un court article sur les “quelques formes que prendra la dérive” dans le n° 17 de Potlatch du 24 février 1955. Elle est présente également lors des excursions psychogéographiques à Hauterives et au Désert de Retz en 1955.

- Groupe Suisse. Le numéro 13 de Potlatch  du 23 octobre 1954 sous le titre Education européenne  fait état, après deux lettres  ″sympathisantes″ d'un certain F. Ganz[66], de conversations engagées avec un Groupe Suisse de l’I.L. formé le 20 octobre 1954 dont l’adresse est à Lausanne. Le numéro 15 (L’hiver en suisse) informe de la rupture en date du 7 décembre avec ce groupe dont les membres « doivent être considérés comme de purs et simples provocateurs ». Entre-temps, une conférence du Groupe organisée le 5 novembre à Neuchâtel suivie d'une rixe puis de représailles des lettristes d’une part et des autorités fédérales de l’autre avait dû donner lieu à un tract de soutien du Groupe Français de l’I.L. détaillant l’ensemble des faits[67]. Cet éphémère et particulièrement agité groupe helvétique refera surface épisodiquement en juillet 1955 à l’occasion d’un vif accrochage entre l’un de ses anciens membres et Mohamed Dahou[68]. Les membres identifiés de ce groupe sont : F. Ganz, Charles-Émile Mérinat, Marcel Zbinden (par ailleurs militaire), Maurice Crausaz, Gida Croèti, Jean-Pierre Lecoultre, Pierre-Henri Liardon, Claude Recordon et Juliette Zeller. Le bulletin du Groupe, interdit à la suite des incidents de novembre 1954, s’intitulait Phosphore.

- André Frankin (alias Léonard Rankine). Militant marxiste né à Liège le 16 juin 1925 où il décède le 28 mars 1990[69]. Entré en contact avec Guy Debord en juin 1954, il commence à publier, sous le pseudonyme de Léonard Rankine, des articles dans Potlatch (no 15, 17, 20 et 22) à teneur plus concrètement politique que ceux qui y paraissaient d’habitude. Après une interruption d’octobre 1955 à mai 1957 liée à une brouille passagère, il fait paraître un nouvel article dans le no 28, cette fois sous son vrai nom, avant d’intégrer l’Internationale Situationniste (hors section) jusqu’à sa démission en mars 1961.

### 1955
- Asger Jorn. Entre en contact avec l’I.L. par l’intermédiaire d’André-Frank Conord au moment où il quitte le groupe et la rédaction en chef de Potlatch après la parution du no 8. La correspondance avec Guy Debord permet un rapprochement de leurs positions respectives en matière de conception des avant-gardes et l’intégration au Groupe se fera ensuite naturellement. Un extrait traduit de l’italien d’Image et forme d’Asger Jorn est publié dans le no 15 de Potlatch (décembre 1954) et en juillet 1956, il cosigne pour l’I.L. avec Guy Debord et Gil J Wolman l’Ordre de boycott contre le Festival de l’Art d’Avant-Garde organisé à la Cité Radieuse à Marseille à partir du 4 août 1956. À l’issue des travaux du Congrès d’Alba, réunion de groupes progessistes de huit nations tenu du 2 au 8 septembre, il est placé au comité directeur de l’I.L.[70]. Il participe également en décembre de la même année à l’enregistrement au Tonneau d’Or d’Histoire de l’Internationale lettriste[71].

- Alexander Trocchi. Son adhésion est signalée (vite fait) dans le no 23 de Potlatch du 13 octobre 1955. On le trouve dès lors cosignataires pour l’Internationale Lettriste du tract Toutes ces dames au salon visant et dénonçant les participants ou soutiens à l’exposition tenue du 2 au 14 juin 1956 au Palais des Beaux-Arts de Bruxelles sous l’égide de la société pétrolière Royal Dutch-Shell, puis il est intégré aux débuts de l’aventure situationniste jusqu’à sa démission à l’automne 1964.

- Juan Goytisolo (alias Juan Fernandez). Jeune écrivain arrivant de Barcelone, il fait la connaissance de Guy Debord qui l’emmène avec Michèle Bernstein dans les cafés arabes du quartier Maubert-Mutualité et les bistrots d’exilés républicains espagnols d’Aubervilliers. Ils participent également ensemble à l’automne 1955 avec le couple Fillon à l’exploration psychogéographique du Désert de Retz  à Croissy-sur-Seine et le numéro 23 de Potlatch du 13 octobre 1955 publie une lettre provocatrice à la direction du Monde qu’il cosigne sous le pseudonyme de Juan Fernandez avec Debord, Michèle Bernstein et Jacques Fillon. Mais lorsqu’il commencera à trop côtoyer les grandes figures de la gauche littéraire parisienne, son arrivisme déplaira vite à Debord qui s’en détourne, l’affublant dès lors de l’infamant sobriquet de « Goyti-salaud ».

### 1956
- Abdelhafid Khatib. Ami de Mohamed Dahou, il intègre le groupe en 1956 et publie un premier article dans le no 27 de Potlatch du 2 novembre 56 :« L’expression de la révolution algérienne et l’imposteur Kateb Yacine » puis participe le 6 décembre suivant au Tonneau d’Or, à l’enregistrement d’Histoire de l’Internationale lettriste[71] en compagnie de l’ensemble du groupe. Pour l’I.S., il fournira, outre de gros travaux de traduction, un important article dans le no 2 de la revue (Essai de description psychogéographique des Halles), précédant la republication de Théorie de la dérive de Debord qui figurait au sommaire du no 9 de la revue Les Lèvres nues en novembre 1956. Avant de démissionner de l’I.S. en 1960, il occupera un temps, après Mohamed Dahou, l’appartement laissé vacant rue Campagne-Première à Paris 14e par Alexander Trocchi à la suite de sa longue absence aux Etats-Unis.

## Membres de loin
L’expression « membre de loin » a été employée par l’Internationale Situationniste pour désigner Ivan Chtcheglov, alias Gilles Ivain, en considération du décisif travail de recherche qu’il avait apporté à la théorie situationniste en gestation du temps de l’I.L. N’étant plus alors, en raison des contraintes psychiatriques qu’il affrontait, capable de s’associer à l’activité du groupe situationniste nouvellement formé, il lui était ainsi reconnu une communauté de pensée qui en faisait ainsi un membre sinon actif du moins inspirant du groupe réuni autour de Debord, Jorn et consorts. Ce faisant, l’I.S. se plaçait dans le droit fil d’un des critères qu’édictait Debord en février 1953 pour justifier de certains signataires du Manifeste ouvrant le no 2 d’Internationale lettriste, à savoir une “participation générale à l’esprit moderne”. En se prévalant de ce principe large mais exigeant, l’appellation peut s’appliquer à bon nombre des compagnons de cette époque qu’on croise au hasard des témoignages de quelques-uns des participants majeurs de cette histoire ou sur l’un ou l’autre des clichés les illustrant et qui viennent logiquement s’intégrer dans ce “passage de quelques personnes à travers une assez courte unité de temps” qu’évoquera plus tard Debord dans un de ses films.
Sans prétendre à être exhaustif, méritent d’être cités, sans ordre ni priorité, Pierre Feuillette, grand pourvoyeur de haschich et substances diverses, Edith Abadie, Paulette Vielhomme et Eliane Derumez, Sacha et Claude Strelkoff, Jacques Herbutte dit Baratin, Claude Clavel, Fuchs, Youra, le photographe Garans, Vali Meyers, Fred (Auguste Hommel), le peintre Robert Fonta, Jacques Moreau dit le Maréchal, Mel Sabre, les sœurs Harispe et notamment Kaki dont l’histoire est un peu entrée dans la légende de l’I.L. Et puis un traitement spécifique est à réserver à deux garçons qui, bien que n’ayant pas été de l’aventure lettriste à partir de 1953, ont été inclus par Guy Debord dans un carton manuscrit, façon fichier de l’I.L., intégrant avec les noms de Serge Berna, Jean-L. Brau, G.E. Debord, JM. Mension et Gil J Wolman, ceux de Hervé Falcou et CP. Matricon.
- Hervé Falcou. À peine évoqué par les premiers biographes de Guy Debord comme condisciple de lycée, né à Cannes le 27 août 34 et décédé dans l’Aube le 7 décembre 2000[75], il serait demeuré ignoré du public sans la publication en fac-similé en 2004 des lettres reçues de Guy Debord entre l’automne 49 et le début 1953[76]. Fruits d’une amitié née au printemps 1949, alors que pour raison de santé, il était venu terminer à Cannes son année scolaire, elles sont un témoignage irremplaçable de la formation de la pensée du futur fondateur de l’I.L, puis de l’I.S. ou tout du moins d’un embryon de système de représentation du monde et comment le bouleverser, voire si possible davantage. D’abord empruntes de références aux grands poètes de la rupture (Baudelaire, Rimbaud, Apollinaire) puis au surréalisme et ses figures tutélaires (Lautréamont, Cravan, Dada) et aux premières manifestations lettristes autour d’Isidore Isou, ces correspondances intenses et exigeantes permettent à ces jeunes interlocuteurs de se dégager un chemin de vie. Hervé Falcou, parisien d’origine, retourne chez lui à la rentrée 1950 pour effectuer sa terminale à Paris mais les échanges se poursuivent et s’entretiennent lors de quelques séjours à Cannes. Ainsi, à l’été 51, les deux comparses adressent une lettre commune à Picasso pour lui exprimer leur admiration. Mais Debord, devenu parisien à l’automne 51, est à présent engagé dans l’aventure collective du lettrisme  qui l’accapare fortement. Il essaye un temps d’y inviter son ancien compagnon notamment dans une dernière lettre fin février 53 lui proposant de l’inclure parmi les signataires du manifeste de l’Internationale Lettriste à paraître dans le numéro 2 de la feuille ronéotypée au titre éponyme. Silence ou refus explicite de celui-ci, le lien sera de toute façon définitivement rompu. Hervé Falcou deviendra professeur de philosophie à l’École normale de Versailles puis à Saint-Raphaël. Par fidélité à ce passé commun, en mars 1963 alors que son ancien ami publie un article critique dans l’Express sur les revues en marge où l’Internationale situationniste se trouve citée, Debord refuse qu’il y soit répliqué publiquement.
- Claude-Pierre Matricon. De Claude-Pierre Matricon (19 septembre 1929-10 mars 2013)[77], les bibliographies du lettrisme font état, dans le numéro 1 de Ur, Cahiers pour un dictat culturel, s.d. [décembre 1950], de plusieurs articles signés CP-Matricon (La Ménopause des Dieux (fragment), Prélude à un autre, ainsi que Pour une mort synthétique avec Gil J Wolman, et, cosignés avec ***, alias Jean-Louis Brau, Vingt questions sur le lettrisme et De la narration signifiée à la période haeccitatique). Après cette abondante production, il n’existe aucun autre texte antérieur ou postérieur à la création en juin 52 à Bruxelles de l’I.L., d’abord comme tendance puis comme groupe autonome à l’automne, signé de ce même Matricon. Mais, son nom figure sur cette fiche, estimée de 1953, établie par Guy Debord intitulée “Internationale Lettriste, les pages de l’I.L. mises bout à bout…”[n. 56] où sont répertoriés par ordre alphabétique les noms des quatre fondateurs historiques, plus JM. Mension, Hervé Falcou et donc CP. Matricon. Même si l’on ne connaît guère plus sur ce personnage, au moins à ce titre, sa présence comme membre secondaire de l’I.L. parait justifiée, d’autant qu’il convient de noter que le terme « Internationale Lettriste » avait été employé pour la première fois dans l’article précité de décembre 1950 Vingt questions sur le lettrisme[n. 57]. Et il faut également rappeler que Claude-Pierre Matricon faisait partie des troupes de soutien à Berna et Mourre lors du Scandale de Notre-Dame[78].
- Jacqueline Harispe (dite Kaki). Sœur cadette de Guitou, future femme d’Henry de Béarn. Leur père, Michel Harispe, né en 1905, ingénieur électricien de formation, cagoulard avant guerre et membre après l’armistice de 1940 du groupe collaborationniste M.S.R., sera condamné à mort en 1948 pour trahison et mourra en prison, leur mère étant elle décédée avant 1950. Les deux sœurs sont élevées par leur grand-mère puis seules 7, rue Le Goff dans le 5e. Patrick Straram est un des meilleurs amis de la cadette, Kaki, d’une beauté fascinante et qui fut un éphémère mannequin chez Dior[n. 58]. Mais sa vie de bohème où la drogue et l'alcool prennent une place de plus en plus importante la conduit le 28 novembre 1953, à demi nue, à enjamber la fenêtre de sa chambre d’hôtel pour se jeter du troisième étage dans le vide[79],[n. 59]. Elle avait juste 20 ans et sa mort attriste tous ses proches et notamment Guy Debord  qui réalisera à sa mémoire une très belle métagraphie qu’il intitule Mort de J.H. ou Fragiles Tissus (en souvenir de Kaki)[80], l’inscrivant à jamais dans la légende de l'Internationale lettriste. Avant cette fin tragique, elle avait eu une fille, Michèle, que sa sœur aînée Marguerite (dite Guitou)  adoptera[81]. En 2007, elle figure, sous le pseudonyme à peine déformé de Louki, comme personnage du roman de Patrick Modiano, Dans le café de la jeunesse perdue[82] dont le titre provient d'une phrase placée en exergue tirée du film de Guy Debord, In Girum Imus Nocte et Consumimur Igni[83]avant qu'en 2024 l'écrivain Philippe Jaenada en fasse l'élément central de son livre La désinvolture est une bien belle chose[n. 60] dans lequel, à partir de nombreuses archives d'époque, il s'attache à restituer, sous forme romanesque, la vie de la plupart des habitués du café Chez Moineau qui accompagnent l'histoire des premières années de l'I.L.[84].
- Ghislain Desnoyers de Marbaix (Rouen, 1929 - Saint-Denis, 29 août 1974), présent Chez Moineau aux côtés de Debord, assistant sur son film Sur le passage de quelques personnes à travers une assez courte unité de temps (1959), décrit comme cultivé, il s'inscrivit à l'École pratique des hautes études durant l'année universitaire 1951-1952 dans la classe de Lilias Homburger[85]. Dans les années 1960, il ouvre un bar de nuit, L'Homme de main, au 31 rue Jussieu, dont l'affichette publicitaire serait l'œuvre de Debord. Il meurt assassiné en août 1974[n. 61],[86],[87].

## Historiographie
Alors que l’Internationale lettriste (I.L.) est dorénavant communément considérée comme l’une des sources essentielles, notamment au plan des concepts développés qui en constituent les prémisses, de ce que va être à partir de juillet 1957 l’Internationale situationniste, il faut constater que cette reconnaissance a mis longtemps à émerger, bien après que l’I.S., elle-même également victime depuis sa fondation d’une certaine omerta des différents secteurs du monde intellectuel, ne soit devenue un sujet incontournable, une fois admise, souvent à contre cœur, son influence majeure sur la pensée contemporaine. Notamment après le Scandale de Strasbourg en 1966 et surtout après le mouvement de mai 1968, il est vite devenu impossible de taire son existence, et l’on a vu fleurir alors de nombreux commentaires, pas toujours avisés ou pertinents et plus rarement encore favorables. Mais l’essentiel du travail stratégique était fait.
Par contre, s’agissant de l’I.L. qui n’a pourtant pas été, de 1952 à 1957, une entité éphémère et s’est largement déployée publiquement, tant dans ses nombreux écrits (Internationale lettriste, Potlatch, Les Lèvres Nues) que dans les diverses manifestations, scandales ou expositions qui ont jalonné son parcours, la sortie de l’ombre sera bien plus longue. Et il faut d’emblée reconnaître qu’à cette relative occultation, l’I.S., tout au long de sa propre existence, et singulièrement Debord alors, ont largement contribué, comme si ce dernier avait voulu se servir de l’histoire du premier mouvement qu’il avait fondé à Bruxelles en 1952 et ensuite dirigé comme d’un palimpseste sur lequel devait s’écrire celle du nouveau regroupement qu’il avait initié en juillet 1957 à Cosio di Arroscia. Et de fait, à l'exception de quelques courtes évocations en passant dans les trois premiers numéros d’Internationale situationniste parus avant 1960 (si ce n'est l'importante publication dans le n°1 de l'I.S. du  Formulaire pour un urbanisme nouveau où il est précisé en postface de ce texte que « l'Internationale lettriste avait adopté en octobre 1953 ce rapport de Gilles Ivain sur l'urbanisme, qui constitua un élément décisif de la nouvelle orientation prise alors par l'avant-garde expérimentale »), le terme lettriste n’apparaîtra plus jamais ensuite.
Certes, son ouvrage “autobiographique” Mémoires composé dans l’hiver 57-58 et imprimé vers l’automne 1958 à Copenhague dont la division en trois chapitres (juin 1952, décembre 1952 et septembre 1953) qui se réfèrent à la première période de l’I.L., pourrait faire dire que Guy Debord s’est engagé dans une première esquisse d’histoire du mouvement de sa jeunesse. Cependant, étant donné son caractère relativement ésotérique pour qui n’a pas vécu cette aventure et le fait qu’il n’a jamais été offert qu’à ses amis, il est difficile de considérer ce que Debord appelle lui-même un "anti-livre", dont il affirme en outre qu’il n’en a pas dit le moindre bien, comme un premier témoignage pour servir à l’histoire de cette période. Et on peut en dire largement autant de son court-métrage de 1959 Sur le passage de quelques personnes à travers une assez courte unité de temps.
Aussi bien, faut-il attendre l’automne 1968 et certains des ouvrages faisant suite au printemps insurrectionnel pour trouver enfin trace, à l’occasion de références faites à l’I.S., son rôle, son influence mais aussi un peu ses origines, d’un début d’exhumation de l’Internationale lettriste. Ce sera principalement le cas, et ce n’est pas un hasard, dans deux ouvrages signés d’anciens membres historiques, Éliane Papáï, égérie de l’époque Moineau, devenue entre-temps Éliane Brau et de son mari Jean-Louis Brau, un des quatre membres fondateurs présent à la manifestation contre Chaplin au Ritz et à la 1re (et unique) Conférence de l’I.L. à Aubervilliers le 7 décembre 1952. Encore faut-il observer que ces récits, bien qu’issus de témoins privilégiés, n’apportent pas d’éléments forts sur l’importance de l’I.L. par rapport à l’I.S., dans la mesure où la participation d’É. Papáï et de J.-L. Brau à l’histoire de l’I.L. aura été relativement éphémère puisqu’ils étaient déjà mis à l’écart quand, avec la participation fondamentale d’Ivan Chtcheglov, ont été développés les principaux thèmes qui constitueront le socle théorique de la première période de l’I.S. Certains des ouvrages parus dans le prolongement de 1968 et traitant du rôle des avant-gardes, politiques pour Richard Gombin, culturelles pour Michel Lancelot, même s’ils citent l’I.L., demeurent soit allusif (Gombin), soit confus, approximatif voire incorrect (Lancelot), leur mérite demeurant toutefois de commencer à lever le voile sur cette période et, pour Lancelot surtout, d’avoir donné à percevoir qu’il s’était passé quelque chose d’original et influent du côté de Saint-Germain-des-Prés au début des années 1950. A contrario, la revue Le nouveau Planète (rédacteur en chef Jean-Claude Guilbert) faisant suite au Planète de Louis Pauwels et Jacques Bergier qui consacre un dossier d'une vingtaine de pages aux situationnistes dans son numéro 22 de mai-juin 1971 ne mentionne l'Internationale lettriste  que comme l'une des composantes fondatrices de l'I.S., la réduisant par ailleurs paradoxalement à une seule et éphémère période 1952-1954 (!).
Jusqu’à l’autodissolution de l’I.S. en 1972 et un peu au-delà, rien de neuf ne sera produit  de nature à faire émerger de l’oubli l’existence et l’histoire de l’I.L. Mais, lentement, le travail  de la mémoire va commencer à faire son œuvre. Et notamment du côté de Guy Debord, son cofondateur et principal animateur, à présent dégagé de toute responsabilité organisationnelle après vingt ans à la tête de l’I.L. puis de l’I.S., qui, dans le film autobiographique In girum imus nocte et consumimur igni qu’il réalise en mars 1978 et dont le scénario sera publié à la fin de cette même année le film n’étant distribué qu’en mai 1981, le parsème, au milieu des siens à diverses époques, de portraits de quelques compagnons de cette génération là assortis d'un commentaire qui, pour être superbe, n’en apprend guère sur ce qui a précisément été fait ensemble ni à quel titre. Pour cela, la réédition de l’intégrale des numéros de la revue Les Lèvres Nues en 1978 avec des articles fondateurs de Debord et Wolman comme Introduction à une critique de la géographie urbaine, Théorie de la dérive, Position du Continent Contrescarpe, Mode d’emploi du détournement et quelques contributions mineures signées Jacques Fillon, Michèle Bernstein et Mohamed Dahou, permet, malgré l’absence regrettée d’appareil critique d’accompagnement, de commencer d’apprécier l’importance du travail théorique qui a pu être mené par cette Internationale Lettriste tellement méconnue. Guy Debord le confirme d’ailleurs de manière plus explicite que dans son récent film à l’occasion d’une préface qu’il donne pour la quatrième édition italienne de La Société du Spectacle en janvier 1979, malheureusement encore une fois sans nommer ces « quatre ou cinq personnes peu recommandables » qui, en 1952, se sont engagées dans l’offensive qui, à partir de la recherche du dépassement de l’art, devait conduire aux idées exposées dans son ouvrage de 1967.
Mais, fin 1985, c’est surtout la réédition presque simultanée de la collection complète des bulletins Potlatch 1954-57 aux toutes nouvelles éditions Allia en septembre et par les Éditions Gérard Lebovici  en novembre qui va représenter un pas important dans ce que Debord qualifie, dans une lettre à son éditrice Floriana Lebovici, de « retour sur l’avant-garde du passé, ignorée de tout le monde ». Quelque temps plus tard, en 1989, il appartiendra à Jean-François Martos, fortement encouragé par Guy Debord, d’aider plus encore au travail de défrichage de ce passé, avec de nombreuses citations tirées de ces sources maintenant disponibles, dans son Histoire de l’Internationale situationniste.
Cependant, le véritable événement éditorial en 1989 marquant le début d’une effective reconnaissance de l’Internationale lettriste dans l’histoire des avant-gardes de la fin du XXe siècle, c’est la parution aux États-Unis, aux presses de l’Université d’Harvard, de Lipstick Traces, le  curieux livre de Greil Marcus, essayiste et critique rock américain jusque là connu comme spécialiste de la pop culture américaine. Curieux et inattendu, l’ouvrage, sous-titré Une histoire secrète du vingtième siècle, l’est assurément en ce que, débutant sur une réhabilitation du mouvement punk à partir de l’exemple des Sex Pistols, il établit des filiations surprenantes mais stimulantes avec des mouvements artistiques d’avant-garde du XXe siècle comme le dadaïsme, le surréalisme, l’I.L. et l’I.S., voire des courants millénaristes comme les Anabaptistes de Jean de Leyde. Malgré tout et bien que, ainsi que l’affirma Marcus, le livre ne se prétende pas être une histoire d'aucun des mouvements abordés, énormément documenté, il n’en constitue pas moins, à partir de nombreux entretiens avec certains des participants de l’époque encore vivants, le premier véritable travail d’historien sur la période lettriste. Malheureusement pour le public français, sa traduction ne sera accessible qu’en 1998, mais Guy Debord aura accès à la version originale dont il qualifiera la recherche d’honnête, quoique d’interprétation restrictive, assurant néanmoins à son auteur être en sympathie de conception.
En tout état de cause, le travail de Marcus paraît avoir agi comme un déclencheur. Ainsi, en mai 1996, dans le cadre des Nuits magnétiques de France Culture, Jean Daive consacre une série de quatre émissions à l'histoire de l'Internationale Situationniste dont le premier épisode est tout entier consacré à l'I.L. à partir principalement d'un long entretien accordé par Jean-Michel Mension qui a été de cette aventure intellectuelle entre 1952 et l’hiver 53-54. En 1998, au moment où est publiée la traduction française du livre de Marcus, paraît chez le même éditeur sous le titre La Tribu, le premier volume d’une collection intitulée Contributions à l’histoire de l’Internationale situationniste, qui représente la version éditoriale développée de ces entretiens avec Jean-Michel Mension, l'un des participants à l’aventure situationniste et ses prodromes. Très richement documentés et illustrés grâce notamment au fond iconographique d’Ed van der Elsken, comme les productions ultérieures du même éditeur, ces deux ouvrages vont fortement contribuer à sortir de l’anonymat bon nombre des compagnons de ce groupe informel, ‘’oubliés de l’histoire’’, dont la “participation générale à l’esprit moderne” comme l’a appelée Guy Debord a tenu lieu en ces temps d’art de vivre. Participe également à cette redécouverte, à la suite du témoignage élogieux qu'en avait fait Jean-Michel Mension dans La Tribu, la publication du récit romancé de Patrick Straram Les bouteilles se couchent , fortement inspiré par Malcolm Lowry, et qu'on croyait définitivement perdu mais dont les pages, dispersées au sein de son ouvrage Bass and Co's Imperial Stout, seront finalement exhumées par les éditions Allia en 2006.
Après cela, le temps des historiens classiques semble véritablement venu. Dès 1998 avec le petit livre de Shigenobu Gonzalvez Guy Debord ou la beauté du négatif et surtout à partir de 1999 avec la parution de la biographie de Christophe Bourseiller Vie et mort de Guy Debord, 1931-1994, la période lettriste a, pour une large part, droit de cité. À partir des années 2000, cette référence à l’I.L. est systématiquement et progressivement de plus en plus documentée à l’occasion de chaque ouvrage consacré à l’I.S. et/ou à Guy Debord. 

## Œuvres cinématographiques
- Gil J Wolman, L'Anticoncept (1951).
- Guy-Ernest Debord, Hurlements en faveur de Sade (1952).
- Jean-Louis Brau, La Barque de la vie courante, projet non abouti annoncé sur le tract La Nuit du Cinéma.
- Serge Berna, Du léger rire qu'il y a autour de la mort, projet non abouti annoncé sur le tract La Nuit du Cinéma.
- Guy-Ernest Debord, assisté de Gaëtan M. Langlais, La Belle Jeunesse, projet non abouti annoncé en cours de tournage[104].
- Gil J Wolman, Faut m'avoir ce mec, annoncé en cours de tournage[104].
- Gil J Wolman, Oraison funèbre, annoncé en cours de tournage[104].
- Bull D. Brau alias Jean-Louis Brau, La Citadelle, annoncé en cours de tournage[104].
- Gil J Wolman, La nuit n'est pas un endroit pour mourir, projet de film interdit[105].

## Repères bibliographiques
- Collectif, Internationale lettriste, 4 numéros (Paris, novembre 1952 - juin 1954), in  Documents relatifs à la fondation de l'Internationale situationniste, 1948-1957, éditions Allia, Paris, 1985,  (ISBN 2-904235-05-1)
- Collectif, Visages de l'avant-garde, 1953, inédit. Jean-Paul Rocher éditeur, Paris, 2010 ; nouvelle édition revue et augmentée, La Nerthe, Toulon, 2020,  (ISBN 978-2-490774-05-0).
- Collectif, Potlatch, "bulletin d'information du groupe français de l'Internationale lettriste" puis "bulletin d'information de l'Internationale lettriste", 29 numéros (Paris, 1954-1957) ; rééd. augmentée avec une présentation de Guy Debord, Éditions Gérard Lebovici, Paris, 1985,  (ISBN 2-85184-163-7) ; Édition Folio-Gallimard, Paris, 1996.
- Collectif, Les Lèvres nues, 12 numéros (Bruxelles, 1954-1958) ; rééd. en fac-similé des douze numéros, Paris, Éditions Plasma, 1978,  (ISBN 2-901376-22-3) ; réédition éditions Allia, Paris, 1999.
- Guy Debord, Le marquis de Sade a des yeux de fille, Librairie Arthème Fayard, Paris, 2004 : fac-similés de lettres adressées au début des années cinquante par Guy Debord à Hervé Falcou et Ivan Chtcheglov, responsable d'édition : Patrck Mosconi,  (ISBN 2 213 62121 7)
- Guy Debord, Les Environs de Fresnes, 1952-1953, in Guy Debord, Enregistrements magnétiques (1952-1961), Gallimard, Paris, 2010  (ISBN 978-2-07-012787-0)
- Guy Debord, Histoire de l'Internationale lettriste, décembre 1956, in Guy Debord, Enregistrements magnétiques (1952-1961), Gallimard, Paris, 2010,  (ISBN 978-2-07-012787-0)
- Guy Debord, Correspondance, vol. “0”, septembre 1951 - juillet 1957, Librairie Arthème Fayard, Paris, 2010,  (ISBN 978-2-213-65580-2)
- Guy Debord, Lettres à Gil J Wolman, édition privée hors commerce, 2017; nouvelle édition, 2020 (edition-privee-hors-commerce@mail.com).
- Guy Debord/Patrick Straram, D'une révolution à l'autre, Correspondance, suivi de Cahier pour un paysage à inventer et autres textes, présentation et édition critique par Sylvano Santini, les Presses de l'Université de Montréal, 2023.
- Guy Debord, Lettres à Marcel Mariën, La Nerthe, Toulon, 2015,  (ISBN 978-2-916862-60-6)
- Guy Debord, Mémoires, ouvrage "entièrement composé d'éléments préfabriqués sur des structures portantes d'Asger Jorn", comprenant trois parties (juin 1952, décembre 1952 et septembre 1953) qui se réfèrent à la genèse et au début de l'I.L., ; 1re édition par l'Internationale situationniste, Copenhague 1958 (indiqué par erreur 1959) ; réédition Paris 1993, Jean-Jacques Pauvert, Aux Belles Lettres, précédé d'Attestations de Guy Debord d'octobre 1993 ; éd. Allia, 2004, suivi de Origine des détournements,  (ISBN 2-84485-143-6)
- Guy Debord, Œuvres, édition établie et annotée par Jean-Louis Rançon en collaboration avec Alice Debord, préface et introductions de Vincent Kaufmann, 1902 pages, Quarto Gallimard, Paris, 2006,  (ISBN 2-07-077374-4)
- Éliane Brau (Eliane Papaï, puis Eliane Mension), Le Situationnisme ou la Nouvelle Internationale, Nouvelles éditions Debresse, collection Révolte no 3, Paris, 1968.
- Jean-Louis Brau, Cours, camarade, le vieux monde est derrière toi ! - Histoire du mouvement révolutionnaire étudiant en Europe, Albin Michel, Paris, 1968.
- Jean-Louis Brau, Le Singe appliqué, Grasset, Paris, 1972, réédition Le Dilettante, Paris, 2012,  (ISBN 978-2-84263-706-4).
- Ivan Chtcheglov, Écrits retrouvés, établis et présentés par Jean-Marie Apostolidès & Boris Donné, éd. Allia, Paris, 2006,  (ISBN 2-84485-213-0)
- Jean-Marie Apostolidès & Boris Donné, Ivan Chtcheglov, profil perdu, éd. Allia, Paris, 2006,  (ISBN 2-84485-215-7)
- Ed Van der Elsken, Love on the Left Bank, coédition 1956 par Bezige Bij, Amsterdam, Rowohlt Verlag, Hambourg et André Deutsch, Londres ; éditions fac-similé par Dewi Lewis Publishing, Grand-Bretagne, 1999 et en français sous le titre Une histoire d'amour à Saint-Germain-des-Prés par Aman Iman Publishing, Paris 2013,  (ISBN 978-2-9533910-8-4)
- Jean-Michel Mension, La Tribu, éditions Allia, Paris, 1998, 144 pages,  (ISBN 2-911188-71-3), nouvelle édition, 2018, revue et augmentée, suivi de “De lettriste à légionnaire”, entretien avec Pierre-Joël Berlé et de “Le Scandale de Notre-Dame”, 208 pages,  (ISBN 979-10-304-0812-6)
- Jean-Michel Mension (Alexis Violet), Le Temps gage, éditions Noésis, collection Moisson rouge, Paris, 2001, 416 pages,  (ISBN 2-911606-72-8)
- Patrick Straram, Les Bouteilles se couchent, éd. Allia, Paris, 2006,  (ISBN 2-84485-214-9)
- Gil Joseph Wolman, Défense de mourir, édition établie par Gérard Berréby et Danielle Ohran, éd. Allia, Paris, 2001,  (ISBN 2-84485-063-4)
- Collectif, Figures de la négation - Avant-Gardes du dépassement de l'art. Catalogue de l'exposition Après l'avant-garde (1945-2003), Musée d'Art Moderne Saint-Étienne Métropole. Dir. Yan Ciret, entretiens et articles : Anselm Jappe, Vincent Kaufmann, Boris Donné, Jacqueline de Jong, Raymond Hains, Jacques Villeglé, Olivier Assayas, Marc Dachy, Ralph Rumney, Frédéric Acquaviva, Henri Lefebvre, Raoul Hausmann, Mirella Bandini, Nicole Brenez. Ed. Paris-Musées, Art-Of-This Century, Musée d'Art Moderne Saint-Étienne Métropole, Limites LTD. Dépôt légal : second semestre 2004.
- Collectif, Lettrisme et situationnisme, textes bilingues (français/italien) Sandro Ricaldone, Carlo Romano, Mirella Bandini, Yan Ciret, Bruno Corà. Edizioni Peccolo Livorno, 2006.
- Frank Perrin, Debord, printemps, Louison éditions, collection Dissidents, octobre 2022, 203 p.
- Serge Berna, Écrits et documents, édition établie et annotée par Jean-Louis Rançon, Paris, Éditions du Sandre, 2024  (ISBN 978-2-35821-154-3).
- Philippe Jaenada, La désinvolture est une bien belle chose, Mialet-Barrault Éditeurs, Paris, 2024  (ISBN 978-2-0804-2729-8).